# Малеєвський сільський округ
Мале́євський сільський округ (каз. Малеевск ауылдық округі, рос. Малеевский сельский округ) — адміністративна одиниця у складі Алтайського району Східноказахстанської області Казахстану. Адміністративний центр — село Малеєвськ.
Населення — 1967 осіб (2021; 3392 у 2009, 5330 у 1999, 7408 у 1989).
Станом на 1989 рік існували Малеєвська селищна рада (смт Малеєвськ) та Путінцевська селищна рада (смт Путінцево, села Богатирьово, Велика Річка, Лаптіха, Новокалиновськ, Столбоуха, Шумовськ), село Ландман перебувало у складі Березовської сільради, село Биково — у складі Соловйовської сільради. 2013 року село Ландман було передане до складу округу зі складу ліквідованого Березовського сільського округу. Село Ново-Калиновськ було ліквідоване 2009 року.

## Склад
До складу округу входять такі населені пункти:
| Населений пункт       | Старі назви    | Населення, осіб (1989) | Населення, осіб (1999) | Населення, осіб (2009) | Населення, осіб (2021) |
| --------------------- | -------------- | ---------------------- | ---------------------- | ---------------------- | ---------------------- |
| Биково, село          | -              | 342                    | 414                    | 374                    | 262                    |
| Богатирьово, село     | -              | 298                    | 238                    | 171                    | 74                     |
| Велика Річка, село    | -              | 144                    | -                      | -                      | -                      |
| Ландман, село         | -              | 87                     | 81                     | 51                     | 35                     |
| Лаптіха, село         | -              | 50                     | -                      | -                      | -                      |
| Малеєвськ, село       | -              | 3758                   | 2799                   | 1807                   | 1100                   |
| Ново-Калиновськ, село | Новокалиновськ | 74                     | 66                     | 44                     | -                      |
| Путінцево, село       | -              | 2647                   | 1732                   | 945                    | 496                    |
| Столбоуха, село       | -              | 2                      | -                      | -                      | -                      |
| Шумовськ, село        | -              | 6                      | -                      | -                      | -                      |